# Philophyllum
Philophyllum là một chi rêu trong họ Hookeriaceae.